# 国家地方警察福島県本部
国家地方警察福島県本部（こっかちほうけいさつふくしまけんほんぶ）は、旧警察法時代に存在した福島県の都道府県国家地方警察で、自治体警察を設けない地域を管轄区域とする。また国家地方警察仙台警察管区本部の行政管理を受ける。
1954年（昭和29年）の新警察法の公布により廃止され、新たに都道府県警察として福島県警察本部が発足した。

## 組織
1948年（昭和23年）時点
- 総務部
  - 秘書調査課、会計課
- 警務部 　 
  - 人事装備課、教養課
- 刑事部 　 
  - 捜査課、鑑識課、防犯統計課
- 警備部 　 
  - 警備課、交通課、通信課

## 地区警察署
1948年（昭和23年）時点
- 福島地区警察署
- 川俣地区警察署
- 保原地区警察署
- 二本松地区警察署
- 郡山地区警察署
- 三春地区警察署
- 小野新町地区警察署
- 須賀川地区警察署
- 白河地区警察署
- 棚倉地区警察署
- 石川地区警察署
- 平地区警察署
- 植田地区警察署
- 富岡地区警察署
- 中村地区警察署
- 原町地区警察署
- 若松地区警察署
- 猪苗代地区警察署
- 高田地区警察署
- 坂下地区警察署
- 喜多方地区警察署
- 田島地区警察署

## 主な事件
- 会津破蔵事件

## 県内の自治体警察
- 福島市警察
- 若松市警察